# (610) Valeska
(610) Valeska – planetoida z pasa głównego asteroid okrążająca Słońce w ciągu 5 lat i 150 dni w średniej odległości 3,08 j.a. Została odkryta 26 września 1906 roku w Landessternwarte Heidelberg-Königstuhl w Heidelbergu przez Maxa Wolfa. Nazwa planetoidy pochodzi od germańskiego imienia Valeska (została zainspirowana literami oznaczenia asteroidy [1906 VK] w imieniu ValesKa). Przed jej nadaniem planetoida nosiła oznaczenie tymczasowe (610) 1906 VK.